# Chocolademunt (plant)
Chocolademunt (Mentha ×piperita 'Chocolate Mint') is een cultivar van de pepermunt (Mentha ×piperita) die een beetje naar chocolade smaakt.
De plant is ongeveer 45 cm hoog en heeft een donkergroene of donkerpaarse kleur. De plant groeit in halfschaduw of volle zon en heeft een vruchtbare en vochtige bodem nodig. De bladeren van deze plant hebben van zichzelf een muntsmaak, maar dan met een chocoladeachtige bijsmaak. Het wordt gebruikt in muntsausen, desserts met chocolade en in thee.
Chocolademunt is een zich snel verbreidende, meerjarige, winterharde plant. Chocolademunt bloeit van juni tot en met september met roze bloemen.